# Букачёвская Слобода
Букачёвская Слобода (укр. Букачівська Слобода) — село в Букачёвской поселковой общине Ивано-Франковского района Ивано-Франковской области Украины.
Население по переписи 2001 года составляло 249 человек. Занимает площадь 1,586 км². Почтовый индекс — 77065. Телефонный код — 03435.